# Altopiano di Folgaria
L'Altopiano di Folgaria è un altopiano delle Prealpi vicentine, posto nella provincia autonoma di Trento, che fa parte del Gruppo degli Altipiani.

## Geografia

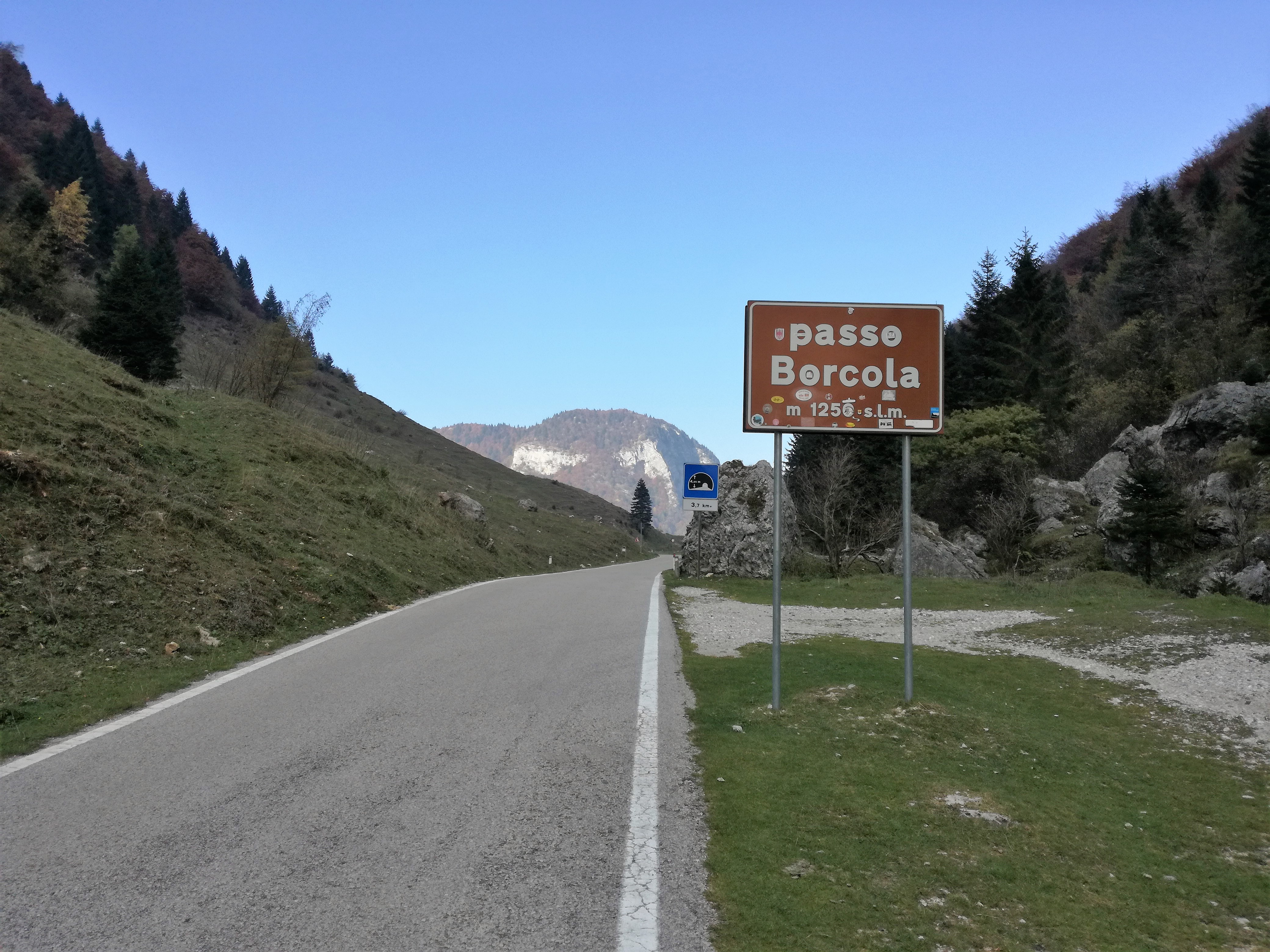
Passo della Borcola

L'altopiano si trova ad un'altitudine media di 1000 metri nel Trentino meridionale.
La classificazione SOIUSA lo delimita dalla Sella di Pergine alla Sella di Carbonare e al Passo della Borcola. Ad est si trova l'Altopiano di Lavarone (delimitato dalla Sella di Carbonare al Passo Vezzena e alla Val d'Assa).
Dal punto di vista amministrativo, l'altopiano di Folgaria, assieme a quello di Lavarone e al paese di Luserna (che si trova sull' Altopiano dei Sette Comuni) appartiene alla Magnifica Comunità degli Altipiani cimbri, una delle comunità di valle trentine istituite nel 2006 con una legge provinciale 

## Storia

### Immigrazioni cimbriche
A partire dal XII secolo l'altopiano fu interessato da una graduale penetrazione di genti di cultura tedesca, messa in atto dal principe vescovo di Trento Federico Vanga, che fece mettere a coltura le montagne folgaretane da coloni tedesco-cimbri fatti confluire appositamente dai Sette Comuni vicentini. Nel XV secolo la germanizzazione dell'altopiano era completa. Di questa eredità culturale sull'altopiano sono rimasti i cognomi tedeschi, i toponimi cimbri e alcune caratteristiche architettoniche delle abitazioni più antiche.

### I forti austro-ungarici
Questa zona fu strategica durante la prima guerra mondiale: gli austro-ungarici la fortificarono con un grande sistema di trincee, camminamenti e fortificazioni. Oggi alcuni ruderi e forti sono ancora visitabili (tra cui per esempio il Forte Belvedere Gschwent a Lavarone, l'unico rimasto intatto) e sono toccati dal Sentiero della Pace, un percorso che attraversa tutto il Trentino e l'Altopiano dei Sette Comuni ricalcando la linea di fronte lungo la quale si fronteggiarono alpini e kaiserjäger.

## Sport
L'altopiano di Folgaria basa buona parte della propria economia sul turismo sportivo.
L'altopiano è sede di frequentate stazioni sciistiche invernali: vi sono 80 km di piste per lo sci alpino, piste per lo sci di fondo e per lo sci-orienteering, oltre a percorsi percorribili con apposite racchette da neve. 
Nella stagione estiva sono praticabili escursionismo, golf, equitazione, arrampicata, volo libero e mountain bike. Il campo da golf è presente a Costa di Folgaria e conta su un percorso di 18 buche.

## Infrastrutture e viabilità
In Trentino, l'altopiano è raggiungibile dalla Vallagarina tramite la Strada Provinciale 2 della Valle di Terragnolo da Rovereto, la Strada statale 350 di Folgaria e di Val d'Astico da Calliano e la Strada statale 349 di Val d'Assa e Pedemontana Costo da Trento; dal vicentino con la SS 350, con la Strada provinciale 350 della Valdastico e la Strada provinciale 142 dei Fiorentini.